# Good Luck
Good Luck è il quinto album dei Giardini di Mirò.

## Il disco
L'album è stato prodotto da Francesco Donadello, Andrea Sologni e dagli stessi Giardini di Mirò, mentre il missaggio è stato effettuato da Andrea Sologni con il prezioso aiuto di Andrea Suriani che ha curato anche il mastering presso gli studi Alpha Dept. di Bologna.
Registrato a San Prospero di Correggio.

## Tracce
1. Memories – 3:36
2. Spurious Love – 5:06
3. Ride – 4:01
4. There is a Place – 4:35
5. Good Luck – 4:21
6. Rome – 7:33
7. Time on Time – 6:49
8. Flat Heart Society – 7:53

## Formazione
- Jukka Reverberi - chitarra, voce, basso
- Corrado Nuccini - tastiere, voce
- Luca Di Mira - tastiere, piano elettrico
- Mirko Venturelli - basso, clarinetto, sassofono
- Emanuele Reverberi - violino, tromba
- Francesco Donadello - batteria (tracce 1, 2, 4, 6, 7, 8)
- Andrea Mancin - batteria (tracce 3, 5)

## Ospiti
- Sara Lov - Voce (traccia 4)
- Stefano Pilia - chitarra (traccia 2)
- Angela Baraldi - voce (traccia 2, 6)